# Alastair Gordon (futbolista)
Alastair Will Gordon, más conocido como Alastair Gordon (Londres, Inglaterra, 18 de enero de 1995), es un exfutbolista inglés. Se desempeñaba como lateral derecho o defensa central.

## Trayectoria
Alastair ha sido parte de la Academia del Chelsea Football Club desde los 14 años de edad. Luego de irse abriendo paso a través de las diferentes categorías juveniles del club, Alastair hizo su debut con el equipo juvenil el 26 de marzo de 2011 en la derrota por 2-1 frente al Watford FC, disputando todo el encuentro. En total, Alastair logró disputar 7 encuentros con el equipo juvenil durante la temporada 2010-11, además de haber logrado hacer su debut con el equipo de reservas en la derrota por 4-1 frente al Manchester United el 18 de abril de 2011, en donde también fue titular.

## Selección nacional
Ali ha sido internacional con la Selección de Inglaterra Sub-16 y Sub-17. Con la Sub-16, Ali se proclamó campeón de la Victory Shield y del Montaigu Tournament en 2011.

## Clubes
| Club                              | País       | Año         |
| --------------------------------- | ---------- | ----------- |
| Chelsea FC                        | Inglaterra | 2009 - 2012 |
| Crystal Palace Football Club      | Inglaterra | 2012 - 2013 |
| Dover Athletic Football Club      | Inglaterra | 2014 - 2015 |
| Phoenix Sports F.C.               | Inglaterra | 2014 - 2015 |
| Sittingbourne F.C.                | Inglaterra | 2014 - 2015 |
| Metropolitan Police Football Club | Inglaterra | 2015 - 2016 |
| Billericay Town Football Club     | Inglaterra | 2016 - 2017 |